# Oficina Espanyola del Canvi Climàtic
La Oficina Espanyola de Canvi Climàtic (OECC) és un centre directiu dependent de la Secretaria d'Estat de Medi Ambient del Ministeri de Transició Ecològica d'Espanya per desenvolupar polítiques relacionades amb el canvi climàtic. Des de 2015 la directora general és Valvanera María Ulargui Aparicio.

## Funcions
Corresponen a l'Oficina Espanyola del Canvi Climàtic, amb rang de direcció general, les següents funcions:
1. Formular la política nacional de canvi climàtic, de conformitat amb la normativa internacional i comunitària en la matèria, així com proposar la normativa i desenvolupar els instruments de planificació i administratius que permetin complir amb els objectius establerts per aquesta política.
2. Exercir les funcions tècniques i de gestió del secretariat dels òrgans col·legiats en matèria de canvi climàtic.
3. Prestar assessorament als diferents òrgans de l'Administració General de l'Estat en els assumptes relacionats amb el canvi climàtic.
4. Promoure i realitzar activitats d'informació i divulgació en matèria de canvi climàtic, de conformitat amb l'establert per l'article 6 de la Convenció Marc de les Nacions Unides sobre el Canvi Climàtic.
5. Relacionar-se amb les institucions europees, administracions públiques, organitzacions no governamentals, institucions i entitats públiques i privades i altres agents socials per col·laborar en iniciatives relacionades amb la lluita enfront del canvi climàtic.
6. Participar en la representació del ministeri en els organismes internacionals i assumir el seguiment dels convenis internacionals en les matèries de la seva competència i, en particular, exercir com a punt focal nacional davant la Convenció Marc de les Nacions Unides sobre el Canvi Climàtic i davant el Grup Intergovernamental d'Experts sobre el Canvi Climàtic.
7. Analitzar i promoure les activitats de recerca sobre el canvi climàtic i de l'observació del sistema climàtic.
8. Promoure avaluacions relatives als impactes, la vulnerabilitat i l'adaptació al canvi climàtic.
9. Promoure la integració de l'adaptació al canvi climàtic a la planificació de les polítiques sectorials.
10. Coordinar quants plans i programes es desenvolupin en relació amb les mesures i estratègies d'adaptació al canvi climàtic.
11. Analitzar i promoure polítiques i mesures de mitigació per combatre les causes del canvi climàtic, així com coordinar quants plans i programes es desenvolupin en relació amb les mesures de mitigació.
12. Analitzar i promoure mesures per afavorir el desenvolupament i la gestió sostenible dels embornals de carboni.
13. Promoure tant el desenvolupament i implantació de tecnologies que facin possible la reducció d'emissions de gasos amb efecte d'hivernacle, com la integració de la transferència d'aquestes tecnologies en les polítiques de desenvolupament i cooperació.
14. Exercir les funcions atribuïdes al Ministeri per la Llei 1/2005, de 9 de març, per la qual es regula el règim del comerç de drets d'emissió de gasos amb efecte d'hivernacle[3] i, en general, aplicar la normativa de comerç de drets d'emissió.
15. Exercir quantes funcions li atribueixi la normativa en relació amb el Registre Nacional de Drets d'Emissió, adscrit a aquesta Direcció general. En particular, li correspon l'adreça de l'activitat del registre, la coordinació amb els òrgans competents per a l'aplicació de la Llei 1/2005, de 9 de març.[3] Les relacions amb l'entitat que tingui encomanada, si escau, la seva administració i l'aprovació de quants actes o resolucions de caràcter jurídic hagin de donar suport a la concreta activitat del Registre.
16. Exercir quantes funcions atribueixi la normativa al Ministeri en relació amb els sistemes de seguiment i verificació d'emissions de gasos amb efecte d'hivernacle de les instal·lacions incloses en l'àmbit d'aplicació de la Llei 1/2005, de 9 de març.[3]
17. Promoure la utilització dels mecanismes internacionals de carboni a través dels mecanismes de flexibilitat del Protocol de Kyoto i mecanismes creats a l'empara d'altres normes de Dret internacional i comunitari, en particular amb la finalitat de complir els compromisos internacionals assumits per Espanya en matèria de canvi climàtic. Promoure la coordinació del finançament de carboni amb altres instruments i línies de suport per a la internacionalització de l'empresa espanyola.
18. Exercir les funcions que li atribueix el Reial decret 1494/2011, de 24 d'octubre,[4] en relació amb el Fons Espanyol de Carboni per a una Economia Sostenible.

## Estructura
De l'Oficina Espanyola del Canvi Climàtic depenen els següents òrgans, amb nivell orgànic de sotsdirecció general:
- La Sotsubdirecció General de Coordinació d'Accions enfront del Canvi Climàtic.
- La Subdirecció General de Comerç d'Emissions i Mecanismes de Flexibilitat.